# Hitori Bocchi no Marumaru Seikatsu
Hitori Bocchi no Marumaru Seikatsu (ひとりぼっちの○○生活) est un yonkoma manga écrit et illustré par Katsuwo. Il est prépublié dans le magazine Comic Dengeki Daioh "g" de Kadokawa (anciennement ASCII Media Works) entre septembre 2013 et avril 2021, et a été compilé en huit volumes. Le manga a été adapté sous la forme d'une série télévisée d'animation de 12 épisodes entre avril et juin 2019 par le studio d'animation C2C. 

## Synopsis
Bocchi Hitori est une jeune fille souffrant d'anxiété sociale, ce qui rend toute communication avec ses camarades de classe très difficile. Lors de sa rentrée au collège, sa seule amie Kai Yawara, qui entre dans une autre école, décide de rompre tout contact jusqu'à ce que Bocchi soit devenue amie avec toute sa classe. Ainsi, Bocchi se retrouve toute seule entourée de camarades de classe avec lesquels elle doit devenir amie.

## Personnages
Bocchi Hitori (一里 ぼっち, Hitori Botchi)
Voix japonaise : Chisaki Morishita,
Un jeune fille souffrant d'anxiété sociale, ce qui l'empêche de communiquer avec d'autres personnes. Lorsque sa meilleure amie rompt tout lien avec elle, elle doit devenir amie avec tous ses camarades de classe. Son nom est dérivé du japonais hitoribocchi (ひとりぼっち, litt. « Tout seul »).
Nako Sunao (砂尾 なこ, Sunao Nako)
Voix japonaise : Minami Tanaka
La première amie de Bocchi après son entrée au collège. Malgré son apparence, elle est très gentille et aide Bocchi à atteindre son objectif. Son nom est dérivé du japonais sunao na ko (素直な子, litt. « Enfant honnête »).
Aru Honshō (本庄 アル, Honshō Aru)
Voix japonaise :  Akari Kitō
La vice-déléguée de la classe de Bocchi. Elle se donne de grands airs pour cacher sa maladresse. Son nom est dérivé du japonais honshō aru (本性ある, litt. « Avoir une vrai nature »).
Sotoka Rakita (ソトカ・ラキター, Sotoka Rakitā)
Voix japonaise : Yūko Kurose
Une camarade de classe de Bocchi qui vient de l'étranger. Elle est persuadée d'être une ninja. Son nom est dérivé du japonais soto kara kita (外から来た, litt. « Vient de l'étranger »).
Kako Kurai (倉井 佳子, Kurai Kako)
Voix japonaise : Kana Ichinose
L'officier de morale publique du collège. Elle refuse d'avoir des amis car elle veut être suffisamment forte pour vivre par elle-même. Son nom est dérivé du japonais kurai kako (暗い過去, litt. « Passé sombre »).
Kai Yawara (八原 かい, Yawara Kai)
Voix japonaise : Konomi Kohara
La meilleure amie de Bocchi depuis l'école primaire. Très inquiète de l'anxiété sociale de son amie, elle décide de rompre tout lien afin de l'encourager à se faire de nouveaux amis. Son nom est dérivé du japonais yawarakai (やわらかい, litt. « Doux »).
Ito Kurie (栗枝 衣抄, Kurie Ito)
Voix japonaise : Honoka Kuroki
Une camarade de classe de Bocchi, aussi timide que cette dernière. Elle est élève bibliothécaire. Son nom est dérivé du japonais kurieito (クリエイト, litt. « Créer »).
Peko Onaka  (尾中 ペコ, Onaka Peko)
Voix japonaise : Nana Harumura
Une camarade de classe de Bocchi qui aime les sucreries. Son nom est dérivé du japonais onaka pekopeko (お腹ペコペコ, litt. « Très faim »).
Hanako Yamada  (山田 花子, Yamada Hanako)
Voix japonaise : Rika Nagae
Une camarade de classe de Bocchi membre du club de tennis.
Ino Kawai (河合 依乃, Kawai Ino)
Le chef de la classe de Bocchi. Son nom est dérivé du japonais kawaii no (かわいいの, litt. « La mignonne »).
Mayo Ojōsa (小篠咲 真世, Ojōsa Mayo)
Voix japonaise : Saki Miyashita
Une camarade de classe de Bocchi qui vient d'une famille riche. Son nom est dérivé du japonais ojō-sama yo (お嬢さまよ, litt. « Je suis une fille riche »).
Nosaki Futago  (二子 乃咲, Futago Nosaki)
Voix japonaise : Takako Tanaka
Une camarade de classe de Bocchi qui est la plus âgée des jumelles. Notsugi l'appelle Saki. Son nom est dérivé du japonais futago no saki (双子の先, litt. « La jumelle aînée »).
Notsugi Futago  (二子 乃継, Futago Notsugi)
Voix japonaise : Hiyori Kono
Une camarade de classe de Bocchi qui la plus jeune des jumelles. Nosaki dit qu'elle est trop bruyante et l'appelle Tsugu. Son nom est dérivé du japonais futago no tsugi (双子の次, litt. « La plus jeune des jumelles »).
Rau Minagawa  (美奈川 らう, Minagawa Rau)
Voix japonaise : Ribu Mukai
La camarade de classe de Bocchi la plus populaire. Elle est appelée Miina par les autres élèves. Elle chante très fort de mauvaises chansons. Elle allait dans la même école primaire que Kō Futō qui était sa seule amie. Comme cette dernière refuse de venir à l'école, elle a fait en sorte que la classe soit un endroit amusant afin que Kō ne se sente pas nerveuse. Son nom est dérivé du japonais mina ga warau (皆が笑う, litt. « Tout le monde rigole »).
Kō Futō (布藤 香, Futō Kō)
Une camarade de classe de Bocchi qui refuse de venir à l'école. Son nom est dérivé du japonais futōkō (不登校, litt. « Absentéisme »).
Teruyo Oshie  (押江 照代, Oshie Teruyo)
Voix japonaise : Minami Takahashi
La professeur principale de la classe de Bocchi. Elle est surnommée Teru-Chan par ses élèves. Elle a une peur irrationnelle de Nako. Son nom est dérivé du japonais oshieteru yo (教えてるよ, litt. « Je vous apprendrai »).
Kakeru Omoi (恩井 翔琉, Omoi Kakeru)
Son nom est dérivé du japonais Omoi kakeru (おもいかける, litt. « Transmettre des sentiments »).
Mari Inakana (稲金 真理, Inakana Mari)
Son nom est dérivé du japonais naka namari (田舎訛り, litt. « Accent rural »).

## Productions et supports

### Manga
Le manga est écrit et illustré par Katsuwo. Il est prépublié dans le magazine Comic Dengeki Daioh "g" de ASCII Media Works depuis le 27 septembre 2013. Il a été compilé en un total de huit volumes
| no | Japonais         | Japonais          |
| no | Date de sortie   | ISBN              |
| -- | ---------------- | ----------------- |
| 1  | 27 novembre 2014 | 978-4-04-866984-9 |
| 2  | 27 janvier 2016  | 978-4-04-865646-7 |
| 3  | 27 janvier 2017  | 978-4-04-892567-9 |
| 4  | 26 février 2018  | 978-4-04-893641-5 |
| 5  | 27 mars 2019     | 978-4-04-912430-9 |
| 6  | 25 février 2020  | 978-4-04-913033-1 |
| 7  | 27 janvier 2021  | 978-4-04-913610-4 |
| 8  | 25 juin 2021     | 978-4-04-913850-4 |

### Anime
L'adaptation en série d'animation a été annoncée après l'épisode final de Mitsuboshi Colors, une adaptation d'un autre manga de l'artiste, le 25 mars 2018. La série est réalisée par Takebumi Anzai et écrite par Jukki Hanada, tandis que le studio C2C s'occupe de l'animation. Kii Tanaka est le character designer et le responsable de l'animation. Ryuichi Takada et Hidekazu Tanaka ont composé la musique. La série a été diffusée entre le 6 avril et le 22 juin 2019 lors du créneau de programmation Animeism sur les chaines MBS, TBS, BS-TBS et AT-X. L'opening intitulé "Hitori Bocchi no Monologue" (ひとりぼっちのモノローグ) est interprété par Chisaki Morishita, Minami Tanaka, Akari Kitō, et Yūko Kurose, tandis que le générique de fin intitulé "Ne, Issho ni Kaero" (ね、いっしょにかえろ。) est interprété par Morishita. Le générique de fin pour l'épisode 6 intitulé "Bakushō Bocchi Juku Kōka" (爆笑ぼっち塾 校歌) est interprété par Morishita, Tanaka, Kitō, et Kurose.
| No | Titre en français ,                | Titre original                                       | Date de 1re diffusion |
| -- | ---------------------------------- | ---------------------------------------------------- | --------------------- |
| 1  | Première déclaration               | はじめての告白 Hajimete no Kokuhaku                  | 5 avril 2019          |
| 2  | Merci infiniment                   | 本当はありがとう Hontō wa Arigatō                    | 12 avril 2019         |
| 3  | La roue tourne                     | つたわる空回り Tsutawaru Karamawari                  | 19 avril 2019         |
| 4  | Je serai ta disciple               | 弟子になります Deshi ni Narimasu                     | 26 avril 2019         |
| 5  | Ça arrive tout le temps à Aru-Aru  | アルアルあるある Aruaru Aruaru                       | 3 mai 2019            |
| 6  | L'été arrive en haïkus             | 五七五で夏が来る Go-Shichi-Go de Natsu ga Kuru       | 10 mai 2019           |
| 7  | De douces larmes                   | やわらかい涙 Yawarakai Namida                        | 17 mai 2019           |
| 8  | Bienvenue à la maison              | 外からおかえり Soto kara Okaeri                      | 24 mai 2019           |
| 9  | Les meilleurs pancakes au curry    | 絶好のカレーパンケーキ Zekkō no Karē Pankēki         | 31 mai 2019           |
| 10 | On ne m'avait encore jamais dit ça | はじめて言われたこと Hajimete Iwareta Koto           | 7 juin 2019           |
| 11 | Du code PIN à la cabine            | たぷたぷからプリプリまで Taputapu kara Puripuri made | 14 juin 2019          |
| 12 | Si ça se trouve                    | もしかしたらきっと Moshikashitara Kitto              | 21 juin 2019          |